# Шелестяны
Шелестяны (укр. Шелестяни) — село в Новоушицком районе Хмельницкой области Украины.
Население по переписи 2001 года составляло 397 человек. Почтовый индекс — 32640. Телефонный код — 3847. Занимает площадь 1,444 км². Код КОАТУУ — 6823384004.

## Местный совет
32640, Хмельницкая обл., Новоушицкий р-н, с. Косиковцы